# Slavníč
Slavníč (en allemand : Slawnitsch) est une commune du district de Havlíčkův Brod, dans la région de Vysočina, en République tchèque. Sa population s'élevait à 60 habitants en 2020.

## Géographie
Slavníč se trouve à 8 km à l'est-sud-est de Humpolec, à 14 km au sud-ouest de Havlíčkův Brod, à 17 km au nord-ouest de Jihlava et à 96 km au sud-est de Prague.
La commune est limitée par Herálec à l'ouest et au nord, par Skorkov à l'est, et par Větrný Jeníkov au sud.

## Histoire
La première mention écrite de la localité date de 1226.